# Фазан-вухань білий
Фазан-вухань білий (Crossoptilon crossoptilon) — вид куроподібних птахів родини фазанових. Ендемік Китаю.

## Поширення
Фазан-вухань білий зустрічається в Китаї, де він поширений у провінціях Цинхай, Сичуань, Юньнань та Тибеті. За оцінками, його популяція виду становить лише 10 000—50 000 особин і вона скорочується. Мешкає в хвойних і змішаних лісах біля межі дерев, а також у субальпійських березах і чагарниках рододендронів на висоті 3000—4300 м.

## Підвиди
- C. c. dolani Meyer de Schauensee, 1937 — південно-східний Цинхай;
- C. c. crossoptilon (Hodgson, 1838) — поширений в центрально-західному Китаї (південно-східний Тибет і західний Сичуань) і, можливо, в північно-східній Індії (північно-східний Аруначал-Прадеш);
- C. c. lichiangense Delacour, 1945 — поширений в центрально-південному Китаї (південно-західний Сичуань і північно-західний Юньнань);
- C. c. drouynii J. Verreaux, 1868 — широко поширений у східному Тибеті (межиріччя Янцзи і Салуїна).

## Опис
Статі зовні не відрізняються, лише самиця менша за самця. Вона важить 1,5—1,8 кг, а самець 1,8—2,2 кг. Довжина тіла 920 мм, з них хвоста 575 мм. Номінальна форма переважно біла. Птах має оксамитову чорну шапку, що тягнеться до середини голови. Райдужка оранжево-жовта, дзьоб рожево-рогового кольору. Ділянка навколо очей неоперена та інтенсивно червона. Криючі вух дещо подовжені, але не утворюють пучків пір'я, які заходять далеко за голову, як у інших вухатих фазанів. Криючі крил і надхвостя забарвлені в сірий колір. Крила чорно-бурі зі сталево-блакитним блиском, махові темно-коричневі. Хвіст має двадцять кермових пір'їн, які фіолетово-бронзові в основі, зелено-блакитні на середній частині і темно-фіолетові на кінці. На відміну від інших видів роду, середні пера хвоста цього виду не волоскоподібні, а лише розпушені від основи до середини. Лапи темно-червоні.

## Спосіб життя
Взимку часто спостерігаються стада до 30 птахів, але раніше спостерігалися також стада по 230 особин. Поза зимою фазани живуть невеликими групами. Годуються рано вранці та вдень. Основу раціону складають цибулини та бульби, також їсть ягоди ялівцю.
Моногамний вид. Достовірних відомостей про розмноження в дикій природі немає; період розмноження, ймовірно, триває з травня по червень. У неволі відкладає 4—7 яєць, колір яких варіюється від сірого до світло-коричневого, інкубація триває 24 дні. Насиджує лише самиця.